# Pipistrellus dhofarensis
Pipistrellus dhofarensis (Benda, Reiter, Uhrin & Varadinova, 2016) è un pipistrello della famiglia dei Vespertilionidi endemico della Penisola arabica.

## Descrizione

### Dimensioni
Pipistrello di piccole dimensioni, con la lunghezza della testa e del corpo tra 46 e 57 mm, la lunghezza dell'avambraccio tra 33,5 e 38,4 mm, la lunghezza della coda tra 31 e 42 mm, la lunghezza delle orecchie tra 13 e 15,3 mm.

### Aspetto
Le parti dorsali sono bruno-grigiastre con una lieve sfumatura argentata e bruno-rossastra, mentre le parti ventrali sono più chiare. La base dei peli è ovunque marrone scura. Le orecchie sono corte, triangolari e carnose, il trago è corto, largo e curvato in avanti. Le membrane alari, le orecchie ed il muso sono bruno-grigiastre scure. La coda è inclusa completamente nell'ampio uropatagio che in alcuni individui è cosparso di peli. Il calcar è carenato.

### Ecolocazione
Emette ultrasuoni sotto forma di impulsi di breve durata a frequenza modulata iniziale di 46,8-76,7 kHz, finale di 36,1-46,2 kHz e con massima energia a 37,8-48,6 kHz. 

## Biologia

### Alimentazione
Si nutre di insetti.

## Distribuzione e habitat
Questa specie è diffusa nella regione del Dhofar, tra lo Yemen orientale e l'Oman sud-occidentale.
Vive nelle savane alberate umide.

## Conservazione
Questa specie, essendo stata scoperta solo recentemente, non è stata sottoposta ancora a nessun criterio di conservazione.